# Nyoria Husainpur
Nyoria Husainpur è una suddivisione dell'India, classificata come nagar panchayat, di 19.782 abitanti, situata nel distretto di Pilibhit, nello stato federato dell'Uttar Pradesh.